# 星の果て
星の果て（ほしのはて）は、日本の女性歌手、観月ありさの24枚目のシングル。

## 解説
- 前作『ENGAGED』から約3年半ぶりのシングル。
- 6枚目のアルバム『SpeciAlisa』からのリカットシングルで、ミュージックビデオも急遽製作された。
- 自身が主演したTBS系ドラマ『華和家の四姉妹』の主題歌。

## 収録曲
1. 星の果て
作詞・作曲：川村結花　編曲：旭純　
TBS系ドラマ『華和家の四姉妹』主題歌。
2. 星の果て(Piano Version)
3. ALISA IN WONDERLAND
作詞：Micro (Def Tech)・観月ありさ・mamamarock (永岡昌憲)　作曲・編曲：Micro
4. 星の果て(Instrumental)
5. ALISA IN WONDERLAND(Instrumental)

## 収録アルバム
- SpeciAlisa
- VINGT-CINQ ANS